# Stemonoporus zeylanicus
Stemonoporus zeylanicus är en tvåhjärtbladig växtart som först beskrevs av Robert Wight, och fick sitt nu gällande namn av Arthur Hugh Garfit Alston. Stemonoporus zeylanicus ingår i släktet Stemonoporus och familjen Dipterocarpaceae. Inga underarter finns listade i Catalogue of Life.